# ایان ویلسون
ایان ویلسون (انگلیسی: Ian Wilson؛ ۲۳ آوریل ۱۹۳۹ – ۲۰ ژانویه ۲۰۲۱) فیلم‌بردار اهل بریتانیا بود.
از فیلم‌هایی که وی در آن‌ها نقش داشته‌است، می‌توان به کاش اینجا بودی، اریک وایکینگ، نجات‌دهنده و اما اشاره نمود.